# Creu Monumental de Montpalau
La Creu Monumental de Montpalau és una creu al poble de Montpalau, al municipi de Ribera d'Ondara (Segarra) inclosa a l'Inventari del Patrimoni Arquitectònic de Catalunya.

## Descripció
És una creu situada a l'entrada del poble, vora el costat dret de la carretera d'accés, mig amagada entre arbres. Aquesta s'estructura a partir de graonada, sòcol, fust, nus i creu. Dos graons de planta quadrada disposats en progressió decreixent formen el basament de la creu. Damunt seu s'aixeca el sòcol de secció octogonal motllurat amb un collar superior des d'on arrenca un fust vuitavat. En el seu nus, també vuitavat, es sobreposa al fust i presenta un treball geomètric en cadascuna de les seves cares, presentant en la cara frontal una inscripció dins d'una cartel·la rectangular que diu "SANTA/ MISSIÓ / ANY / 1954 / ANY/ MARIÀ". Coronant aquesta estructura se situa una creu que presenta els seus extrems un senzill treball motllurat. A l'anvers de la creu hi ha una figura d'orfebreria d'un Sant Crist crucificat a partir de tres claus.

## Història
Les creus de la Santa Missió són el testimoni de la fe cristiana per part dels Pares Claretians en molts llocs de la comarca de la Segarra, els quals s'encarregaven de reunir a la gent d'un poble concret i mitjançant la predicació reafirmaven la fe cristiana dels seus veïns.